# Kecshon
Kecshon (hangul: 개천시, Kecshon-si, handzsa: 价川市, RR: Kaech'ŏn-si, ’értékes patak’) város Észak-Koreában, Dél-Phjongan (P'yŏngan) tartományban.
930-ban a város területén Anszudzsin (안수진; 安水鎭, Ansujin) néven települést alapítottak. Ez a település 1018-ban a Rjondzsu (련주; 連州, Ryŏnju), később a Csojangdzsin (조양진; 朝陽鎭, Choyangjin) nevet kapta. 1215-től a neve ismét Rjondzsu (Ryŏnju), két év múlva Ikcsu (익주; 翼州, Ikchu) lett. Később a Kedzsu (개주; 价州, Kaeju) nevet vette fel, 1413-ban pedig a ma is ismert nevén kapott megyei jogokat. 1929-ben visszafokozták mjon (myŏn) (falu) rangra, 1939-ben községi (up (ŭp)) rangot kapott. 1952-ben ismét megye, 1990 augusztusában pedig város lett.

## Földrajza
Északról Njongbjon (Nyŏngbyŏn) és Kudzsang (Kujang) megyék, nyugatról Andzsu (Anju) városa, délről Szuncshon (Sunch'ŏn) városa, Pukcshang (Pukch'ang) megye, keletről pedig Tokcshon (Tŏkch'ŏn) városa határolja.
Legmagasabb pontja az 1199 méter magas Pekthapszan (백탑산; 白塔山, Paekt'apsan).

## Közigazgatása
26 tongból és 11 faluból (ri) áll:
| - Kagam-tong (각암동; 閣巖洞, Kagam-tong) - Kangcshol-tong (강철동; 鋼鐵洞, Kangch'ŏl-tong) - Kondzsi-tong (건지동; 巾之洞, Kŏnji-tong) - Kvangbok-tong (광복동; 光復洞, Kwangbok-tong) - Kunu-tong (군우동; 軍隅洞, Kunu-tong) - Namcshon-tong (남천동; 南川洞, Namch'ŏn-tong) - Rakcson-tong (람전동; 藍田洞, Rakchŏn-tong) - Rjongde-tong (룡대동; 龍臺洞, Ryongdae-tong) - Rjongam-tong (룡암동; 龍巖洞, Ryongam-tong) - Rjongvon-tong (룡원동; 龍源洞, Ryongwŏn-tong) - Rjongdzsin-tong (룡진동; 龍津洞, Ryongjin-tong) - Mukpang-tong (묵방동; 墨坊洞, Mukpang-tong) - Pongcshon-tong (봉천동; 鳳泉洞, Pongch'ŏn-tong) - Pugvon-tong (북원동; 北院洞, Pugwŏn-tong) - Szambong-tong (삼봉동; 三峯洞, Sambong-tong) - Szampho-tong (삼포동; 三浦洞, Samp'o-tong) - Szonam-tong (서남동; 西南洞, Sŏnam-tong) - Szungcshang-tong (승창동; 承昌洞, Sŭngch'ang-tong) - Sinszong-tong (신성동; 新成洞, Sinsŏng-tong) - Aril-tong (알일동; 戞日洞, Aril-tong) - Jakszu-tong (약수동; 藥水洞, Yaksu-tong) - Inhung-tong (인흥동; 仁興洞, Inhŭng-tong) - Csadzsak-tong (자작동; 自作洞, Chajak-tong) - Csondzsin-tong (전진동; 前進洞, Chŏnjin-tong) - Csojang-tong (조양동; 朝陽洞, Choyang-tong) - Csholligil-tong (천리길동; -洞, Chŏlligil-tong) | - Kvangdo-ri (광도리; 光島里, Kwangdo-ri) - Kuup-ri (구읍리; 舊邑里, Kuŭp-ri) - Tegak-ri (대각리; 臺閣里, Taegak-ri) - Tohva-ri (도화리; 島花里, Tohwa-ri) - Tongnim-ri (동림리; 桐林里, Tongnim-ri) - Rjongun-ri (룡운리; 龍雲里, Ryongun-ri) - Pobu-ri (보부리; 寶富里, Pobu-ri) - Ödong-ri (외동리; 外東里, Oedong-ri) - Öszo-ri (외서리; 外西里, Oesŏ-ri) - Csunhjok-ri (준혁리; 俊赫里, Chunhyŏk-ri) - Cshongnjong-ri (청룡리; 靑龍里, Ch'ŏngnyong-ri) |

## Gazdaság
Kecshon (Kaech'ŏn) gazdasága főként földművelésre, szénbányászatra és gépiparra épül.

## Oktatás
Kecshon (Kaech'ŏn) egy ipari egyetemnek, nyolc főiskolának, 50 középiskolának, illetve 46 általános iskolának ad otthont.

## Egészségügy
A város saját kórházzal rendelkezik.

## Közlekedés
A város a Manpho (Manp'o) és Kecshon (Kaech'ŏn) vasútvonalak része, emellett közutakon Phenjan (P'yŏngyang) és Kanggje (Kanggye) felől megközelíthető.